# إريفيلتو (لاعب كرة قدم)
إريفيلتو (بالبرتغالية: Erivélton Martins) هو لاعب كرة قدم برازيلي في مركز الوسط، ولد في 10 يوليو 1954 في ريو دي جانيرو في البرازيل. لعب مع نادي فلومينينسي.

## وصلات خارجية
- إريفيلتو (لاعب كرة قدم) على موقع قاعدة بيانات كرة القدم.إي يو (الإنجليزية)
- إريفيلتو (لاعب كرة قدم) على موقع أوليمبيديا (الإنجليزية)